# برهان چاچان
برهان چاچان (به ترکی استانبولی: Burhan Çaçan) خواننده، آهنگساز و بازیگر اهل ترکیه بود.

## ورود به عرصهٔ خوانندگی
او ابتدای کار خود را در مسابقه صدا‌های آماتور تی‌آر‌تی ارزروم شروع کرد و سپس به آنکارا و استانبول رفت و در سال ۱۹۸۱ اولین آلبوم خود را منتشر کرد.

## درگذشت

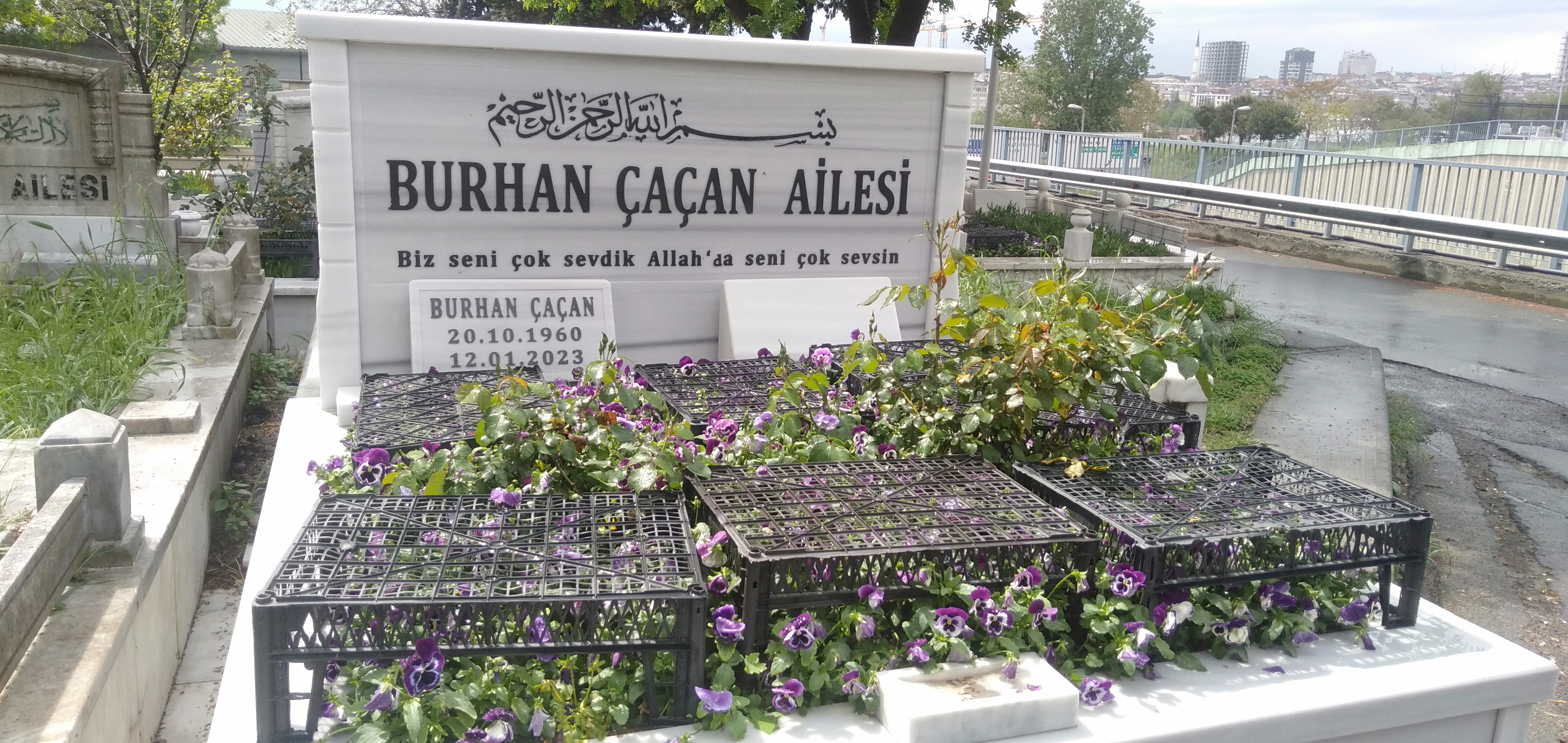

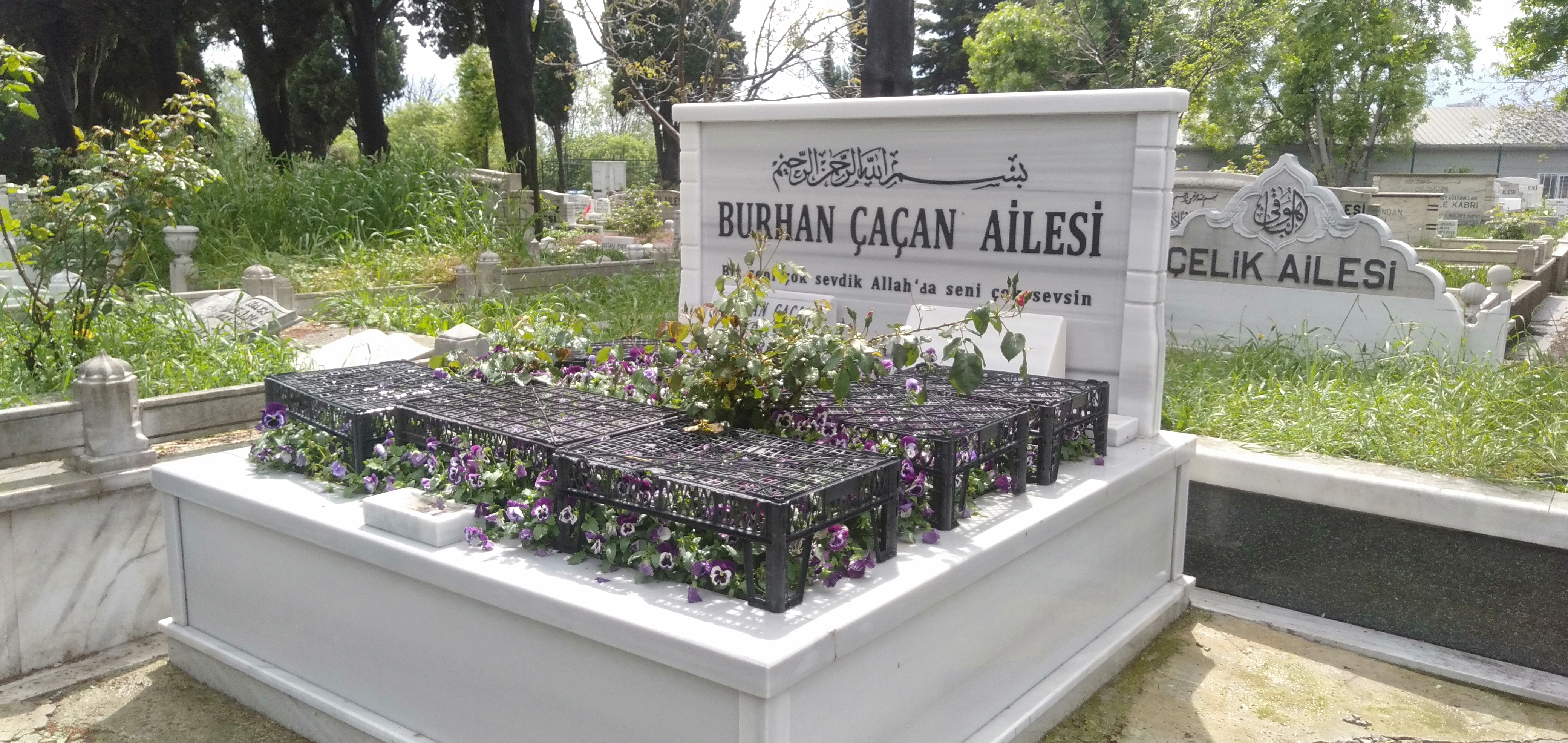
مزار برهان چاچان (۲٠۲۴ میلادی)

وی به علت حمله قلبی در سن ۶۲ ساله در سال ۲٠۲۳ میلادی در بیمارستان بستری شد. چند روز بعد به علت بیماری قلبی در روز ۱۲ ژانویه ۲٠۲۳ درگذشت. روز فردایش ۱۳ ژانویه با حضور پرشمار طرفدارانش، او را در قبرستان ادیرنا کاپی (به ترکی استانبولی: Edirnekapı) در استانبول ترکیه به خاک سپردند.

## منبع
- مشارکت‌کنندگان ویکی‌پدیا. «[Wikipedia katılımcıları (2014). Burhan Çaçan. Vikipedi, Özgür Ansiklopedi. Erişim tarihi 14:25, Ekim 21, 2014 url://tr.wikipedia.org/w/index.php?title=Burhan_%C3%87a%C3%A7an&oldid=14673238. Burhan Çaçan]». در دانشنامهٔ ویکی‌پدیای ترکی، بازبینی‌شده در ۲۱ اکتبر ۲۰۱۴.